# Дегидрогеназный комплекс разветвлённых α-кетокислот
Дегидрогеназный комплекс разветвлённых α-кетокислот, также дегидрогеназа α-кетокислот с разветвлённой цепью (англ. Branched-chain α-ketoacid dehydrogenase complex, сокр. BCKDC или BCKDH комплекс) — мультиферментный комплекс, локализованный на внутренней мембране митохондрий. Данный комплекс катализирует реакцию окислительного декарбоксилирования разветвлённых α-кетокислот с короткой углеродной цепью. Дегидрогеназный комплекс структурно аналогичен пируватдегидрогеназному и α-кетоглутаратдегидрогеназному комплексам, образуя вместе с ними семейство митохондриальных ферментов, участвующих в  окислительном декарбоксилировании α-кетокислот.

## Функции

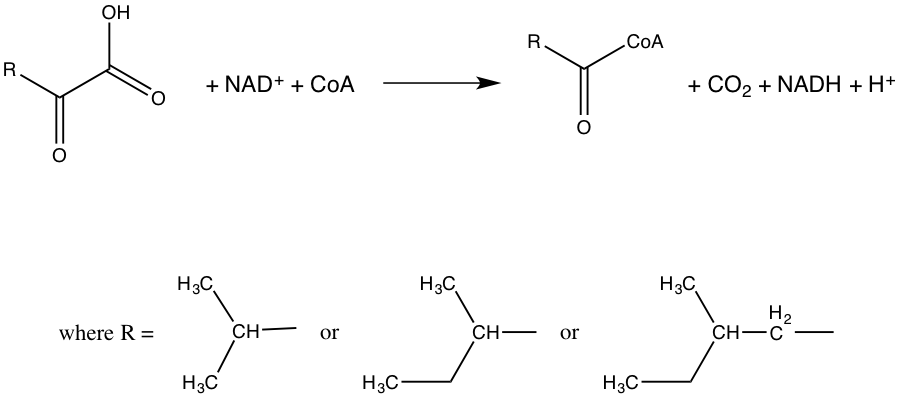
Общая реакция, катализируемая дегидрогеназным комплексом альфа-кетокислот с разветвлённой цепью. Буквой R обозначены радикалы, соответствующих разветвлённых аминокислот.

В тканях животных и человека данный комплекс катализирует необратимую стадию деградации аминокислот с разветвлённой цепью (BCAA) — L-изолейцина, L-валина и L-лейцина, воздействуя на их дезаминированные производные (L-2-кето-3-метилвалерат, 2-кетоизовалерат и 2-кетоизокапроат соответственно), и превращая их в КоА-эфиры: α-метилбутирил-КоА, изобутирил-КоА и изовалерил-КоА соответственно . У бактерий этот ферментный комплекс участвует в синтезе разветвлённых длинноцепочечных жирных кислот. У растений он участвует в синтезе разветвлённых длинноцепочечных углеводородов.

## Структура
Данный комплекс состоит из трёх ферментных субъединиц (E1, E2 и Е3). Они используют в катализе следующие коферменты: тиаминпирофосфат, липоат, кофермент А, FAD (простетическая группа) и NAD+.
| Субъединица | Шифр КФ           | Название фермента                    | Ген    | Кофактор/Кофермент                     |
| ----------- | ----------------- | ------------------------------------ | ------ | -------------------------------------- |
| E1          | Шифр КФ 1.2.4.4   | 3-Метил-2-оксобутаноат дегидрогеназа | BCKDHA | Тиаминпирофосфат (TPP)                 |
| E2          | Шифр КФ 2.3.1.168 | Дигидролипоилтрансацилаза            | DBT    | Липоевая кислота, Кофермент A (CoA-SH) |
| E3          | Шифр КФ 1.8.1.4   | Дигидролипоилдегидрогеназа           | DLD    | FAD, NAD+                              |

### Субъединица Е1
Субъединица Е1 — 3-метил-2-оксобутаноат дегидрогеназа или дегидрогеназа разветвлённых α-кетокислот (КФ 1.2.4.4) использует в качестве кофермента тиаминпирофосфат (TPP). E1 катализирует как декарбоксилирование α-кетокислоты, так и последующее восстановительное ацилирование липоильной части (другого каталитического кофактора), ковалентно связанной с E2.

### Субъединица Е2
Субъединица Е2 (КФ 2.3.1.168) — дегидролипоилтрансацилаза, катализирует перенос ацильной группы от ациллипоевой кислоты (ациллипоамида) на молекулу кофермента A (стехиометрический кофактор).

### Субъединица Е3
Субъединица Е3 или дегидролипоилдегидрогеназа (КФ 1.8.1.4) — представляет собой флавопротеин, и он повторно окисляет восстановленные липоилсерные остатки E2 с использованием FAD (каталитический кофактор) в качестве окислителя. Затем FAD передаёт протоны и электроны на NAD+ (стехиометрический кофактор) для завершения цикла реакции.

## Механизм катализа
Как упоминалось ранее, основная функция дегидрогеназного комплекса у млекопитающих заключается в катализе необратимого этапа катаболизма аминокислот с разветвлённой цепью. Однако BCKDC имеет относительно широкую специфичность, также окисляя 4-метилтио-2-оксобутират и 2-оксобутират со сравнимыми скоростями и с аналогичными значениями Km, что и для его аминокислотных субстратов с разветвлённой цепью. BCKDC также будет окислять пируват, но при такой медленной скорости эта побочная реакция имеет очень малое физиологическое значение.
Механизм реакции следующий. Обратите внимание на то, что любая из нескольких α-кетокислот с разветвлённой цепью может быть использована в качестве исходного вещества; в этом примере α-кетоизовалерат был произвольно выбран в качестве субстрата дегидрогеназного комплекса.
ПРИМЕЧАНИЕ. Стадии 1 и 2 протекают в домене E1.
Стадия 1: α-кетоизовалерат объединяется с тиаминпирофосфатом (ТПФ) и затем декарбоксилируется.

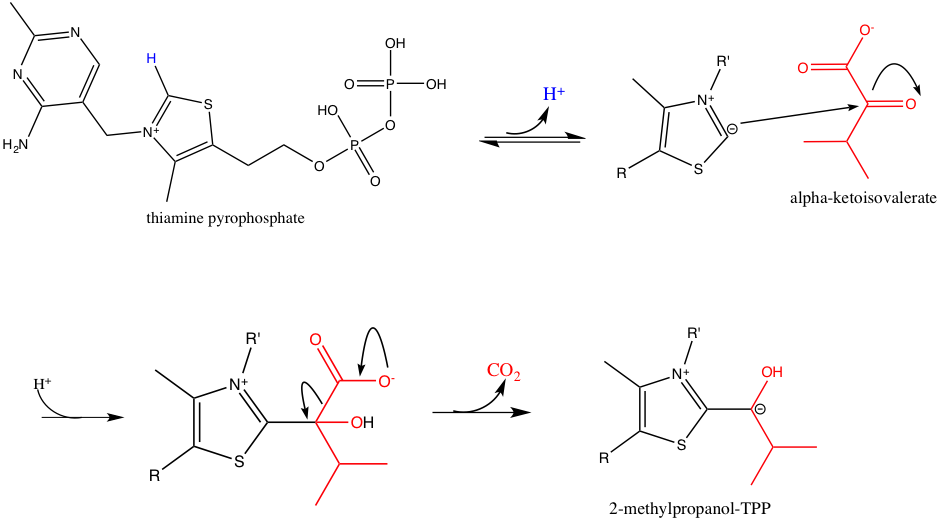
Присоединение α-кетоизовалерата к ТПФ и последующее декарбоксилирование.

Стадия 2: 2-метилтилпропанол-TПФ окисляется с образованием ацильной группы при одновременном переносе её на липоильный кофактор субъединицы E2. Обратите внимание, что TПФ регенерируется.

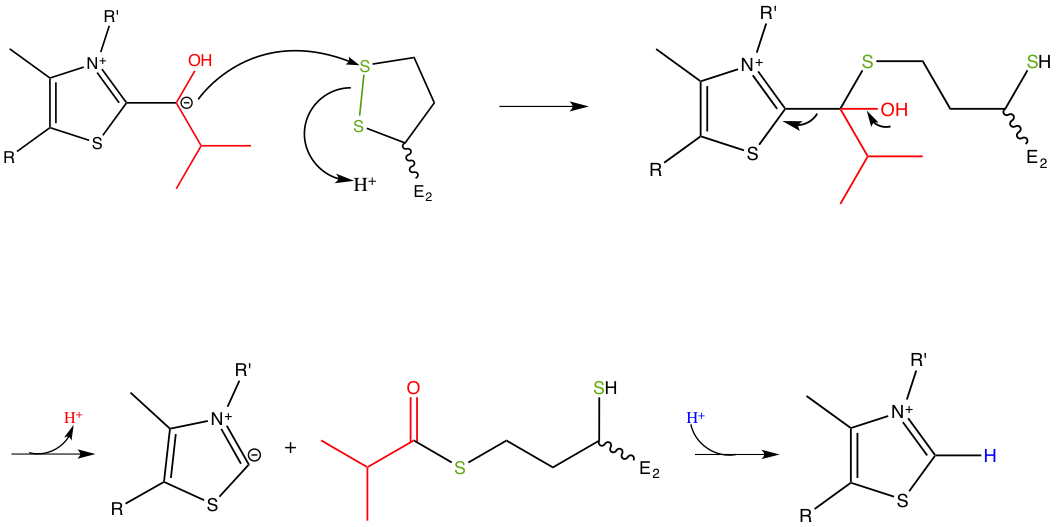
Одновременный процесс окисления 2-метилпропанол-ТПФ, с образованием ацильного остатка и его перенос на липоат Также происходит регенерация ТПФ.

ПРИМЕЧАНИЕ: Ацилированное липоильное плечо теперь покидает E1 и переходит на активный сайт E2, где происходит стадия 3.
Стадия 3:
На субъединице Е2 происходит перенос ацильной группы на молекулу кофермента А.

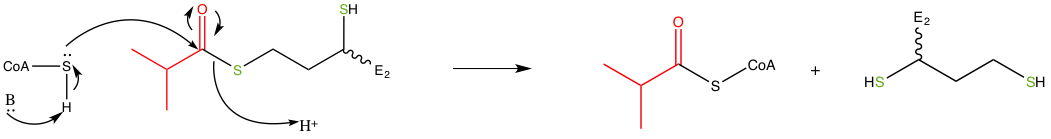
Перенос ацильной группы на КоА.

ПРИМЕЧАНИЕ: уменьшенное липоильное плечо теперь переходит на субъединицу E3, где происходят стадии 4 и 5.
Стадия 4:
Окисление липоильной части коферментом FAD, как показано на рисунке.
Стадия 5:

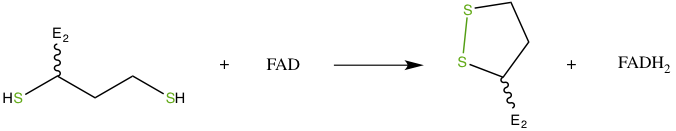
Окисление липоильного фрагмента коферментом FAD.

Реокисление молекул FADH2 до FAD с образованием NADH:
FADH2 + NAD+ = FAD + NADH•Н

## Заболевания, связанные с дефектами комплекса
Дефицит любого из ферментов этого комплекса, а также ингибирование комплекса в целом приводит к накоплению в организме аминокислот с разветвлённой цепью и их производных, в частности кетокислот, которые приводят к патологии, известной как болезнь кленового сиропа или лейциноз. Кетокислоты придают специфический сладкий запах (схожий с карамелью или жжённым сахаром) выделениям организма (таким как ушная сера и моча), откуда и следует название заболевания. Болезнь наследуется по аутосомно-рецессивному типу и относится к так называемым орфанным (редким) заболеваниям.
Данный ферментный комплекс является аутоантигеном (собственный антиген, который приобрёл чужеродную специфичность), распознаваемым при первичном билиарном циррозе, острой форме печеночной недостаточности. Антитела, по-видимому, распознают окисленный белок, возникший в результате воспалительных иммунных реакций. Некоторые из этих воспалительных реакций объясняются чувствительностью к глютену. Другие митохондриальные аутоантигены включают пируватдегидрогеназу и оксоглутаратдегидрогеназу с разветвлённой цепью, которые являются антигенами, распознаваемыми антимитохондриальными антителами (AMA).
Мутации гена BCKDK, продукт которого в норме регулирует работу комплекса, могут вызывать его повышенную активность, приводящую к недостаточности аминокислот с разветвлённой цепью. Заболевание было впервые описано в 2012 году под названием «недостаточность киназы дегидрогеназы кетокислот с разветвлённой цепью». У пациентов отмечается задержка развития, симптомы аутизма, развиваются эпилептические приступы.